# Estillac
Estillac ist eine französische Gemeinde mit 2.392 Einwohnern (Stand: 1. Januar 2022) im Département Lot-et-Garonne in der Region Nouvelle-Aquitaine. Die Gemeinde gehört zum Arrondissement Agen und zum Kanton L’Ouest Agenais. Die Einwohner werden Estillacais genannt.

## Geografie
Estillac liegt etwa sieben Kilometer südwestlich von Agen in der Brulhois. Umgeben wird Estillac von den Nachbargemeinden Roquefort im Norden und Westen, Le Passage im Osten und Nordosten, Moirax im Südosten sowie Aubiac im Süden.
Durch die Gemeinde führen die Autoroute A62 und die frühere Route nationale 113 (heutige D813). Im Gemeindegebiet liegt ein Teil des Flughafens Agen.

## Bevölkerungsentwicklung
| 1962                       | 1968 | 1975 | 1982 | 1990 | 1999 | 2006 | 2012 | 2018 |
| -------------------------- | ---- | ---- | ---- | ---- | ---- | ---- | ---- | ---- |
| 511                        | 770  | 897  | 990  | 1182 | 1307 | 1558 | 1947 | 2100 |
| Quellen: Cassini und INSEE |      |      |      |      |      |      |      |      |

## Sehenswürdigkeiten
- Kirche Saint-Jean-Baptiste, im 16. Jahrhundert erbaut
- Burg Montluc aus dem 13. Jahrhundert, als Befestigungsanlage im 18. Jahrhundert ausgebaut, Monument historique seit 1958

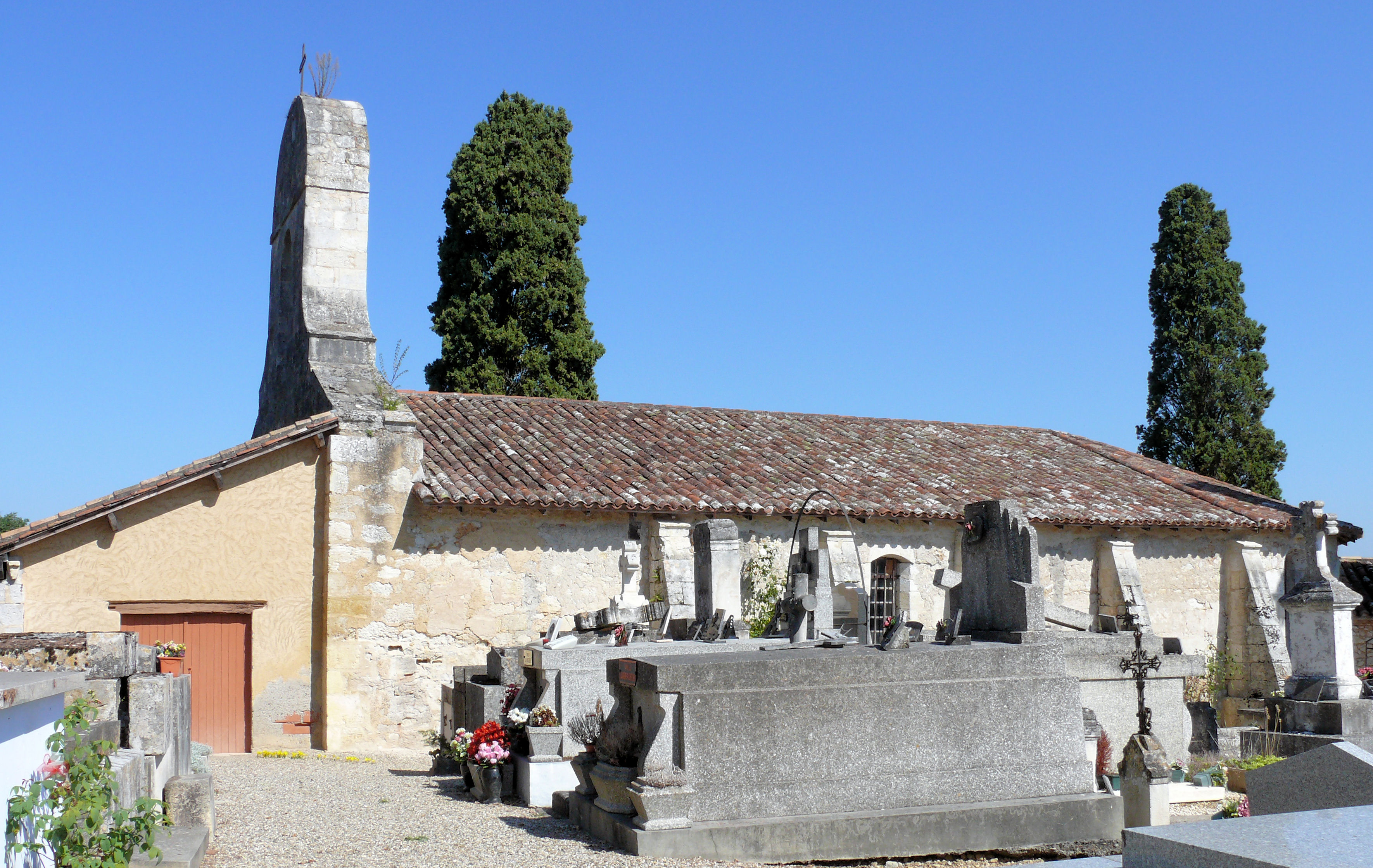
Kirche Saint-Jean-Baptiste
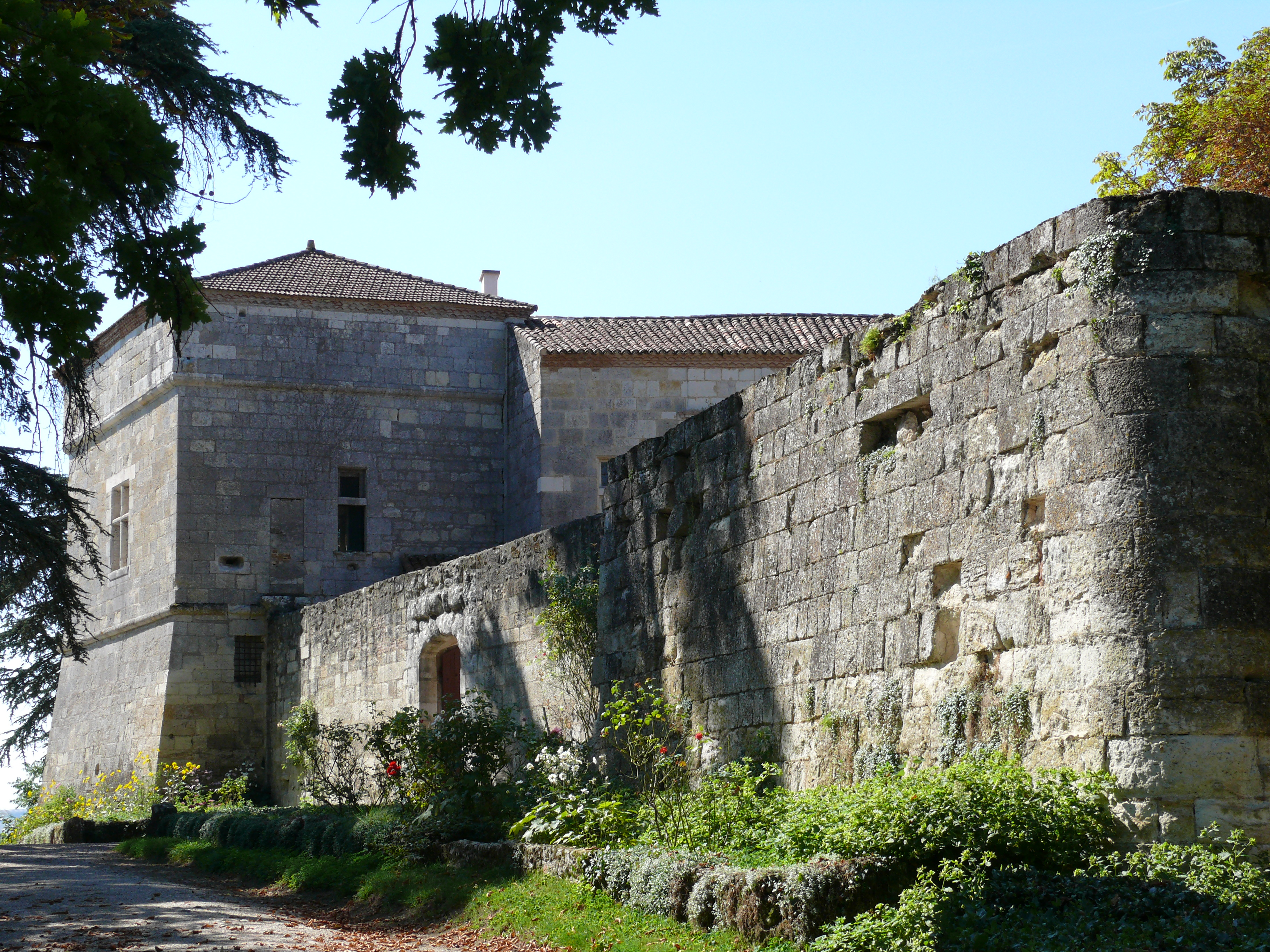
Schloss Montluc

## Persönlichkeiten
- Blaise de Monluc (1502–1577), Marschall Frankreichs und Historiker